# Псари-Кольонія
Псари-Кольонія (пол. Psary-Kolonia) — село в Польщі, у гміні Сецемін Влощовського повіту Свентокшиського воєводства.
У 1975-1998 роках село належало до Ченстоховського воєводства.